# アリランの碑

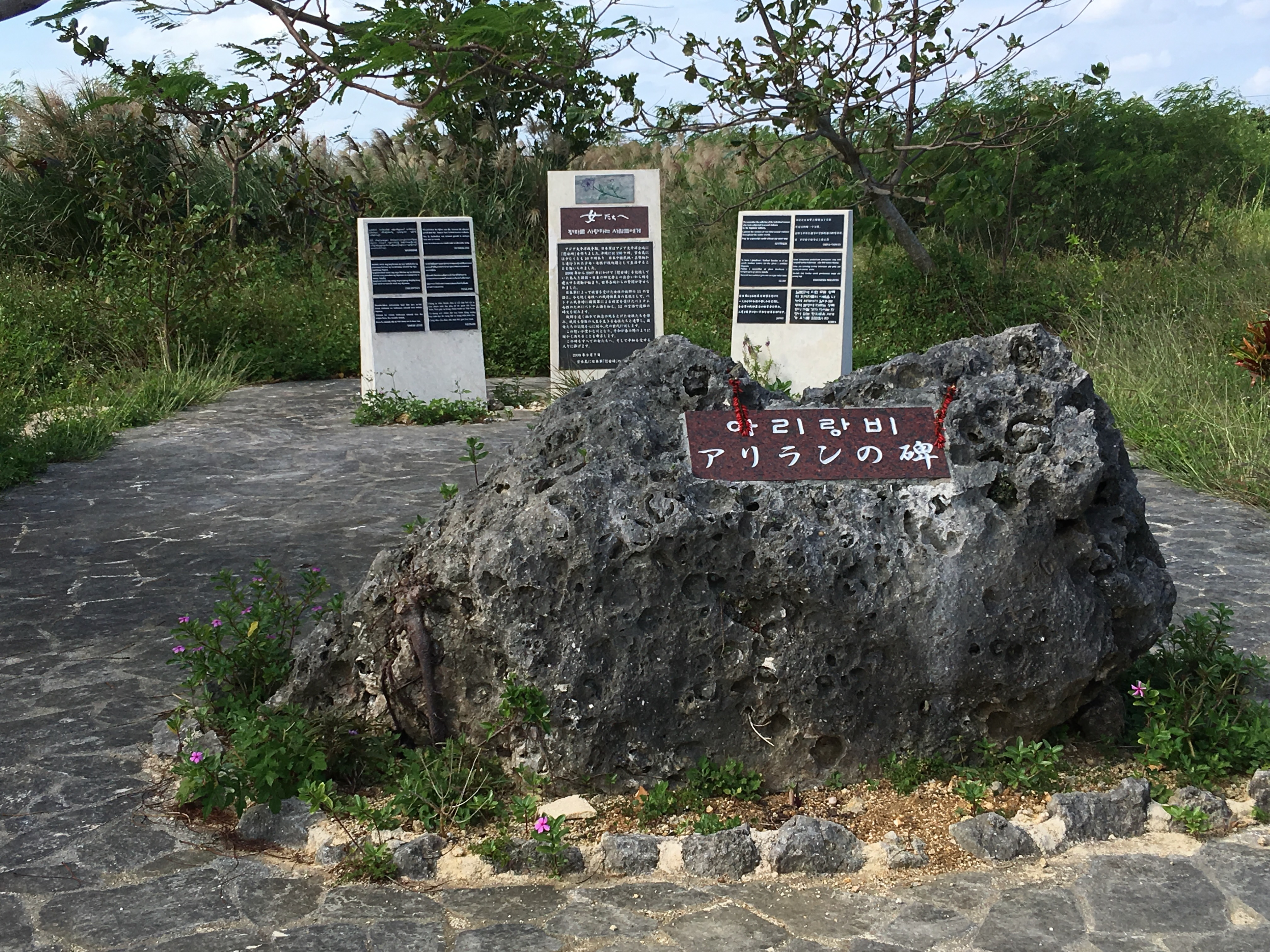
アリランの碑

アリランの碑（アリランのひ）とは沖縄県宮古島市上野野原に存在する記念碑（慰安婦の碑）の名称。2008年9月7日に設置され、戦争中に宮古島におかれた慰安所と慰安婦を記憶するための碑として建立された。「日本軍による性暴力被害を受けた一人ひとりの女性の苦しみを記憶し、全世界の戦時性暴力の被害者を悼み、二度と戦争のない平和な世界を祈ります」という意味の碑文が12の言語で書かれている。

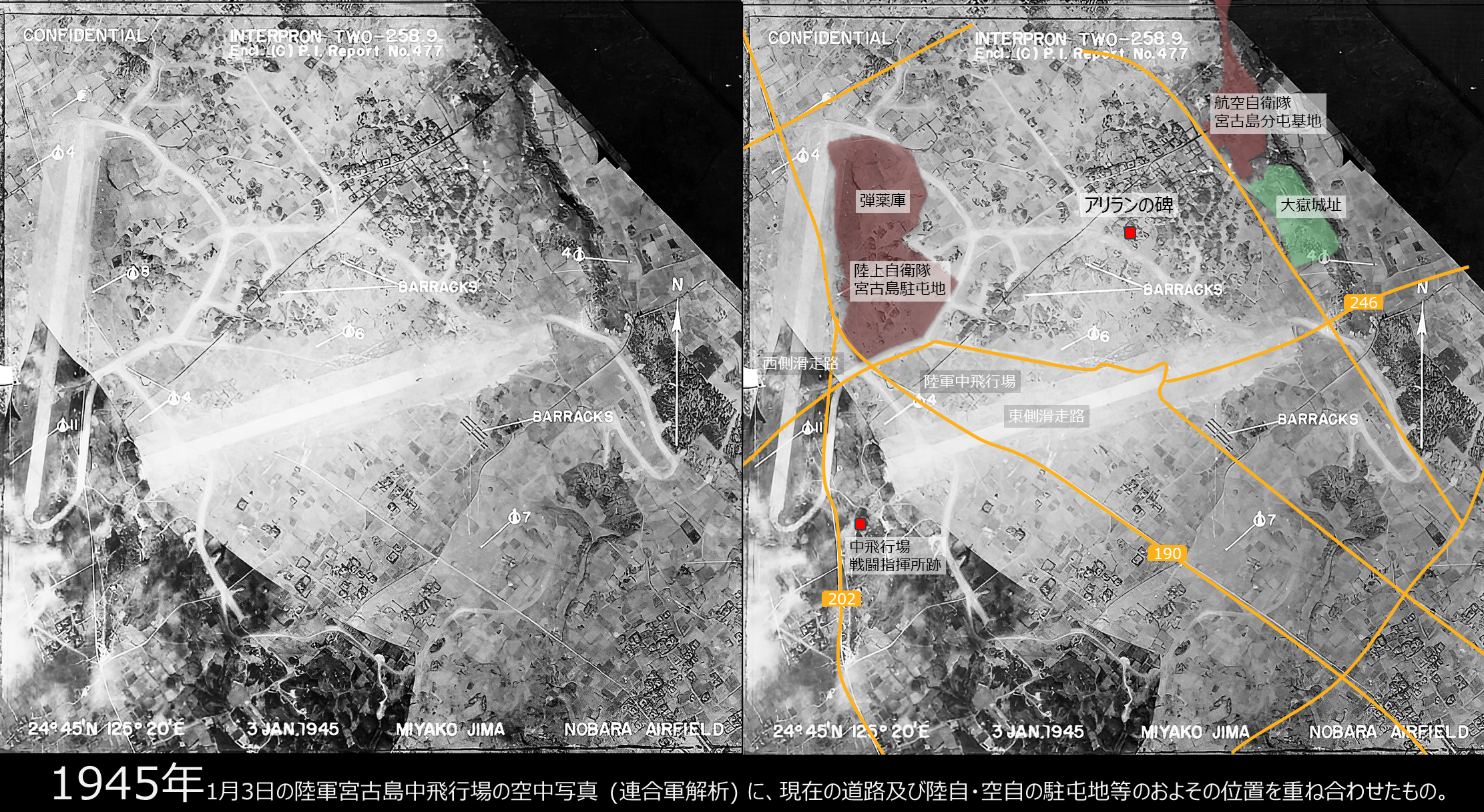
1945年1月3日、連合軍が空撮した日本陸軍「宮古島中飛行場」の写真解析 (英国海軍研究所所蔵)。2本の滑走路のあいだに多数の陸軍の兵舎 (barracks) が見られる。2008年に建立された「アリランの碑」はそこから野原岳のツツガー (井戸) へと女性たち通った道にある。右上部に見えるのが司令部壕や電波探知機壕などがある野原岳。

## 場所
現在「アリランの碑」が建立されている敷地は、宮古島市上野野原にあり、旧大日本帝国陸軍が宮古島で土地を接収し、陸軍宮古島中飛行場 (野原飛行場) の二本の滑走路を建設していた場所のおよそ中央に位置する。碑の東側に野原岳があり、1944年頃には陸軍の司令部壕と兵舎が密集する宮古島における旧日本陸軍の一大拠点であった。戦後は野原岳は米軍基地「宮古島航空通信施設」となり、1974年に返還されて、現在は航空自衛隊「宮古分屯基地」となっている。野原岳一帯は、「野原岳・大嶽城跡公園戦争遺跡群」として、日本陸軍の電波探知機壕、数十基の地下壕、トーチカ、発電施設壕、御真影奉護壕などが存在する。また「アリランの碑」の西南側には中飛行場の戦闘指揮所跡が残る。

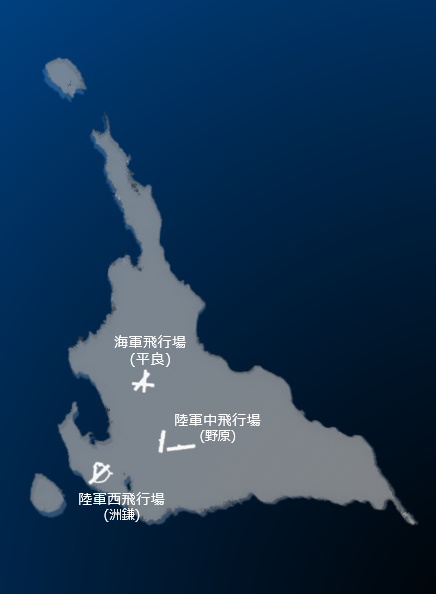
旧日本陸軍は宮古島の野原周辺に中飛行場を建設した。

## 碑の建立
日本軍の航空作戦を重要視する「不沈空母」構想で、宮古島には3カ所の飛行場が計画され、1944年5月、陸軍の中飛行場 (野原飛行場) は宮古島の中心にある見晴らしのよい野原岳に隣接して建設が着工された。その年の12月までには約3万人の陸軍と海軍の軍人が宮古島に駐屯し、またたくまに島民5万人の島は兵士であふれるようになった。また同時に慰安所が軍施設の内外に建設されるようになるが、おおよそ平坦な地形にある宮古島において人目を避ける場所もなく、慰安所は住民の生活圏である町中や軍の兵舎がある平地に建設された。
こうした事情によって、宮古島では多くの住民が実際に慰安婦とされた女性たちに接する機会が多かった。台湾経由の慰安婦を連れた軍人二人の乗る船が遭難し、生き残った7名の慰安婦を野原越の陸軍の師団管理部へ連れて行った歯科医の話、野原岳東側に茅葺き屋根の家が2軒あり、朝鮮からつれてこられた女性が各長屋に5～6人はいたという陸軍少尉の証言。宮古島の慰安婦たちは、軍の定期的な文化公演（演芸会）に定期的に参加し、アリランの歌を歌うことを求められたこと。また、地元の若い女性12名が「女子報皇隊」として野原飛行場建設に徴用される際、ツルハシなどのほかに毛布などを持参するよう命じられた時には、「夜は慰安婦の役目をさせられるのではないか」と部落で大騒ぎとなった話など。また石垣島と同様に、住民と慰安婦とのあいだの友好的な交流もみられた。ある住民は、マラリアで苦しめられた時、隣のバラック小屋の慰安所にいた朝鮮半島出身の慰安婦の女性が薬をくれ、それで何とか命拾いをしたという話もある。
こうした記憶を継承するため、地元の住民と有志が慰霊碑を建立、2008年9月7日の除幕式には、日韓から100人が参列した。この記念碑が設置されている土地は、当時、小学生だった地元の住民が、土地の一画を提供したものである。与那覇博敏は、近所のバラックから女性たちが洗濯のため「ツカガー」という井戸に通い、道端の木の陰で一休みする姿をよく見ていた。彼女たちに島唐辛子をあげるととても喜んでくれたという。戦後、与那覇は、戦争と慰安婦と呼ばれた彼女たちの記憶を忘れないようその場所に大きな岩を置いた。その後、この島に調査に訪れた歴史研究者らと共にアリランの碑の建立に携わった。